# Eliot Wadopian
Eliot D. Wadopian (* 15. Januar 1958 in Asheville, North Carolina; † 13. September 2021) war ein US-amerikanischer Kontrabassist aus dem Bereich der klassischen Musik, der auch als Folk- und Jazzmusiker aktiv war.

## Leben und Wirken
Wadopian spielte zunächst Gitarre und wechselte zur Bassgitarre, als für eine lokale Band namens Uncle Wiggly's String Band ein Bassist gesucht wurde, dann zum Kontrabass. Er studierte von 1977 bis 1980 am Berklee College of Music in Boston. Dann kehrte er in seine Heimatstadt zurück, wo er Mitglied des lokalen Sinfonieorchesters wurde, dem er 38 Jahre lang angehörte. Mit der Asheville Symphony entstand zuletzt das Album Sessions (2016), an dem auch Lizz Wright beteiligt war.
Erste Aufnahmen entstanden 1983 mit The Howard Hanger Jazz Fantasy. International bekannt wurde er seit den 1990er-Jahren mit der Gruppe Paul Winter Consort; zwei von dessen Alben, an denen er beteiligt war, Spanish Angel und Silver Solstice, wurden jeweils als das beste New Age Album mit dem Grammy ausgezeichnet. Wadopian spielte ferner in den 2000er-Jahren in seiner Heimatregion Bass bei Free Planet Radio, einem Jazztrio mit dem Multiinstrumentalisten Chris Rosser und dem Perkussionisten River Guerguerian; mit der Gruppe legte er von 2004 bis 2018 vier Alben vor.
Wadopian ist insgesamt an mehr als 100 kommerziell veröffentlichten Tonträgern beteiligt, alleine im Bereich des Jazz laut Tom Lord zwischen 1983 und 2012 an zehn Aufnahmesessions, u. a. auch mit Marvin „Doc“ Holladay, Paul Sullivan/PS Jazz und Renato Braz. 2012 nahm er mit dem Pianisten Michael Jefry Stevens das Duoalbum Mountain Song (Artists Recording Collective) auf. 2021 veröffentlichte er mit dem Bassgitarristen Bill Graham das Duoalbum Screaming in the Severed Ear. Zu hören ist er weiterhin auf Aufnahmen von Paul McCandless, des Folkmusikers David Wilcox und von Gerald Trimble.
Wadopian gab außerdem Unterricht, trat mit anderen klassischen Orchestern auf und betreute Studenten, sowohl durch Privatunterricht als auch durch Lehraufträge bei der University of North Carolina Asheville und der Western Carolina University.

## Diskographische Hinweise
- Matthew Nicholl/Eliot Wadopian: From Here to There (1995), mit Robert Hart Baker, Tim Ries, Ed Smith, Andy Timmons, Dan Wojciechowski, Byron Hedgepeth
- Paul Winter Consort: Solstice Live! (1999)